# Septfontaines, Doubs
Septfontaines är en kommun i departementet Doubs i regionen Bourgogne-Franche-Comté i östra Frankrike. Kommunen ligger i kantonen Levier som tillhör arrondissementet Pontarlier. År 2022 hade Septfontaines 383 invånare.

## Befolkningsutveckling
Antalet invånare i kommunen Septfontaines
Referens:INSEE